# Eckenbert von Dalberg
Eckenbert von Dalberg – auch: Eckenbrecht – (* um 1652; † 18. August 1696) war Präsident des Hofrates von Kurmainz und Richter am Reichshofrat in Wien.

## Leben
Eckenbrecht war ein Sohn von Wolfgang Eberhard I. (1614–1676), Hofmarschall und Rat des Bischofs von Speyer, Oberamtmann in Kirrweiler und Deidesheim, und dessen Frau, Maria Eva (1613–1662 oder 1677), Tochter von Wolfgang Friedrich I. von Dalberg zu Herrnsheim und Kunigunde Löw von Steinfurth.
Eine Ehe von Eckenbrecht von Dalberg ist ebenso wenig bekannt wie Kinder von ihm. Am 14. Februar 1690 wurde er zum Reichshofrat ernannt.